# Dale Jarrett

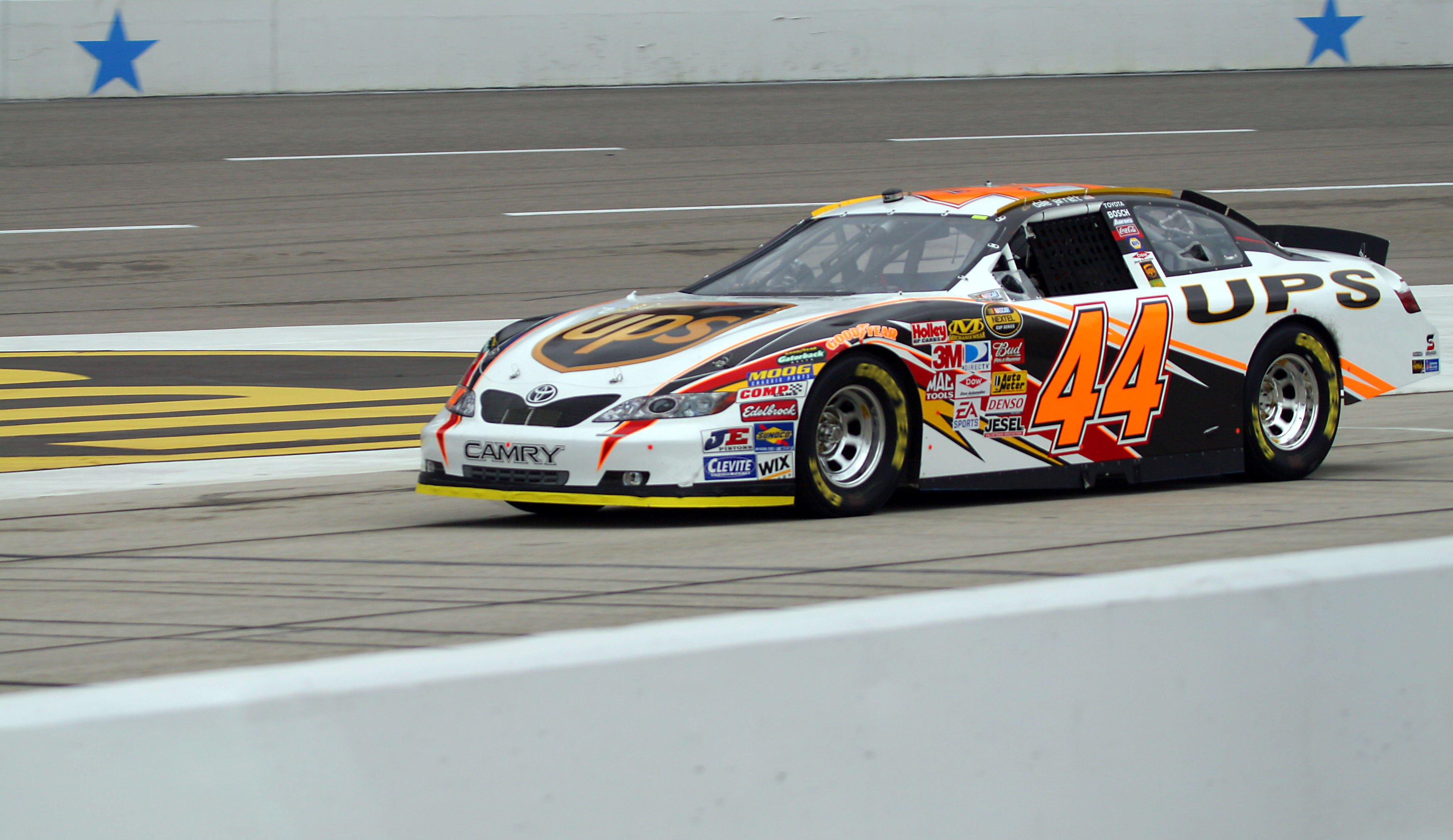
Carro de Dale Jarrett em 2007.

Dale Arnold Jarrett (Conover, 26 de novembro de 1956) é um ex-piloto estadunidense da NASCAR, campeão da categoria em 1999 e vencedor das 500 Milhas de Daytona 3 vezes (1993, 1996, 2000). Junto com seu pai, Ned Jarrett, bicampeão em 1961 e 1965, formam a primeira dupla pai-filho campeões da NASCAR, sendo seguidos por Bill e Chase Elliot (Bill em 1988 e Chase em 2020).